# Grande Maison de Blanc
La « Grande Maison de Blanc » est un édifice de style Art nouveau édifié par l'architecte Oscar François à Bruxelles en Belgique.

## Localisation
L'édifice est situé aux numéros 32-34 de la rue du Marché aux Poulets,, dans le quartier de la Bourse de Bruxelles, au centre-ville.

## Historique

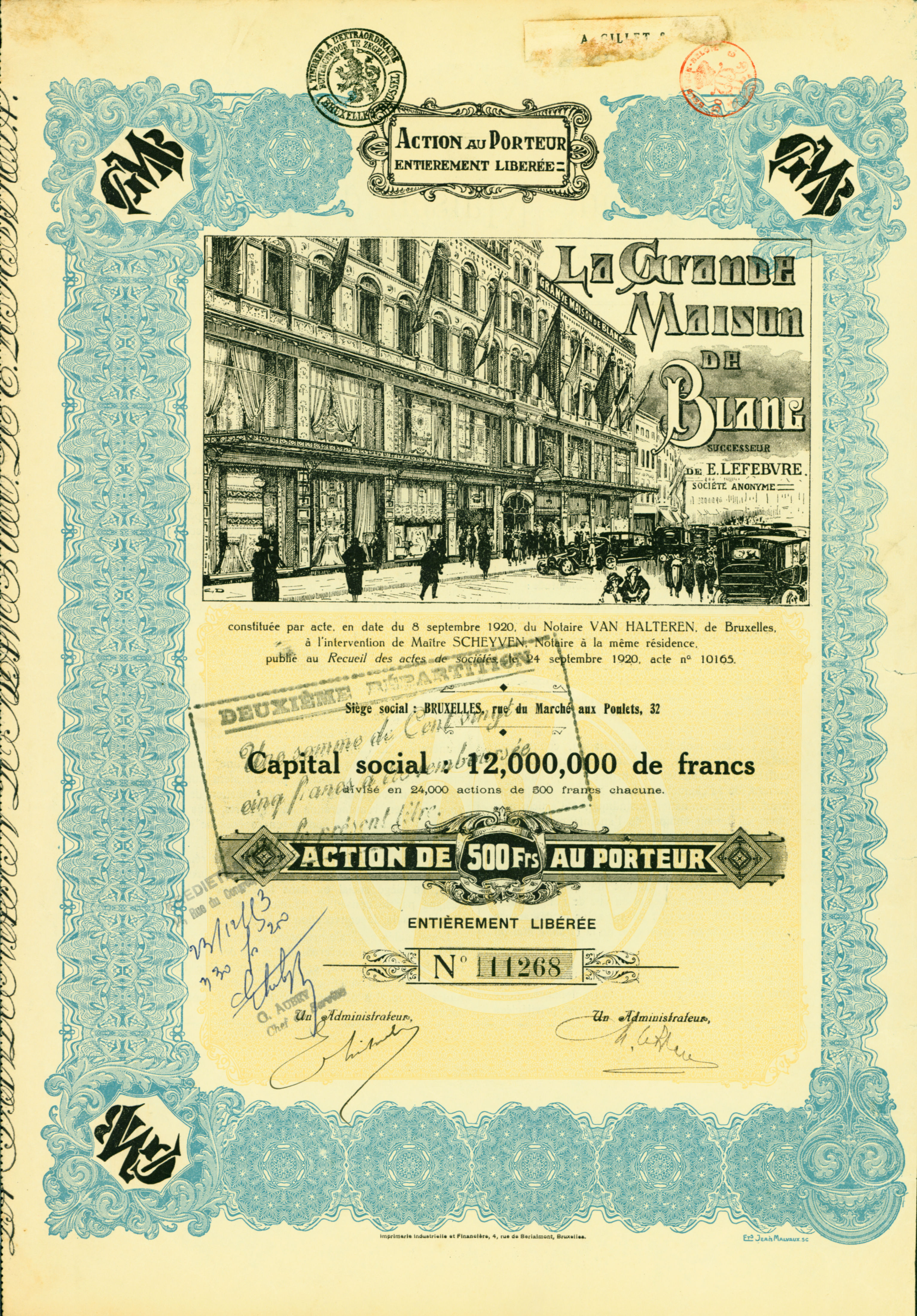
Action de la Grande Maison de Blanc, en date du 24 septembre 1920

La « Grande Maison de Blanc » est un grand magasin qui fut fondé en 1854 ou 1864 selon les sources, et racheté vers 1870 par le Français E. Lefebvre : la bourgeoisie bruxelloise s'y procurait son « blanc », c'est-à-dire ses articles de linge de maison, de bonneterie et de confection,.
En 1896-1897, l'architecte Oscar François édifie pour Monsieur Lefebre un nouveau bâtiment à l'allure monumentale correspondant à l'importance de son commerce,,.
En 1922, l'architecte Servais ajoute deux travées à l'aile droite, dans le strict respect de l'œuvre d'Oscar François.
Dans les années 1960, l'immeuble perd sa vocation d'origine pour se transformer successivement en supermarché, en hôtel, en salle de snooker, en food gallery et en luna-park,, avec d'importantes dégradations en façade, le rez-de-chaussée et le premier étage étant complètement défigurés.
Le bâtiment fait ensuite l'objet de 2000 à 2007 d’une importante rénovation subventionnée par la Région de Bruxelles-Capitale et dirigée par l’architecte Barbara Van Der Wee, qui a également restauré l’hôtel Max Hallet de Victor Horta.

## Architecture
Le style architectural du bâtiment conçu par Oscar François n'est pas en lui-même Art nouveau : le bâtiment  est en fait de style éclectique d'inspiration néo-Renaissance, mais il présente une abondante décoration Art nouveau, due à Henri Privat-Livemont,,.
La façade est constituée de deux ailes encadrant une travée centrale qui marquait l'entrée du magasin et qui est surmontée d'un fronton triangulaire sommé de pinacles et marqué du millésime « 1897 ». 
Le bâtiment est asymétrique, à la suite de l'addition à l'aile droite de deux travées par l'architecte Servais, mais cette asymétrie est discrète et ne se remarque pas vraiment.

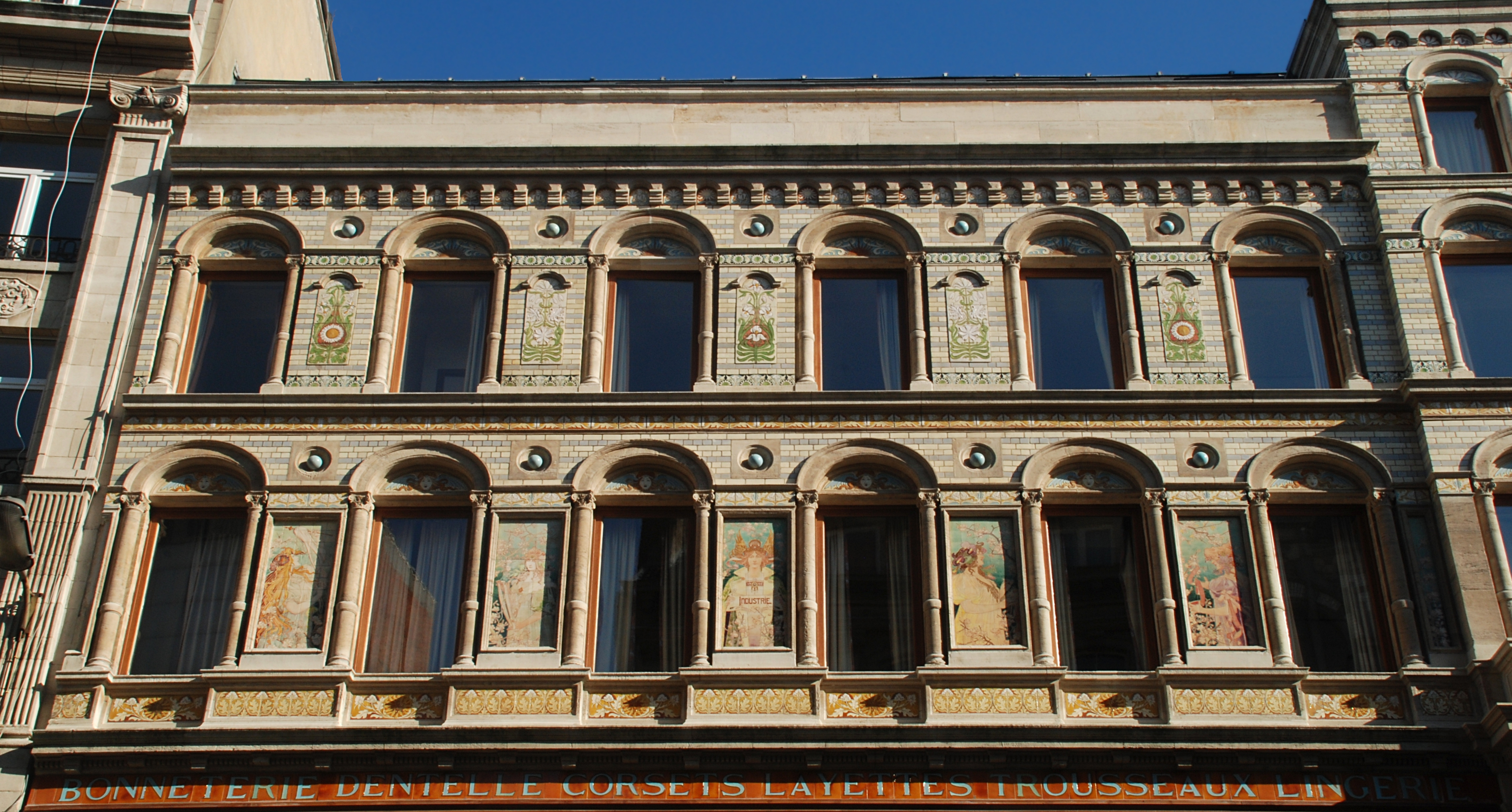
Aile gauche.
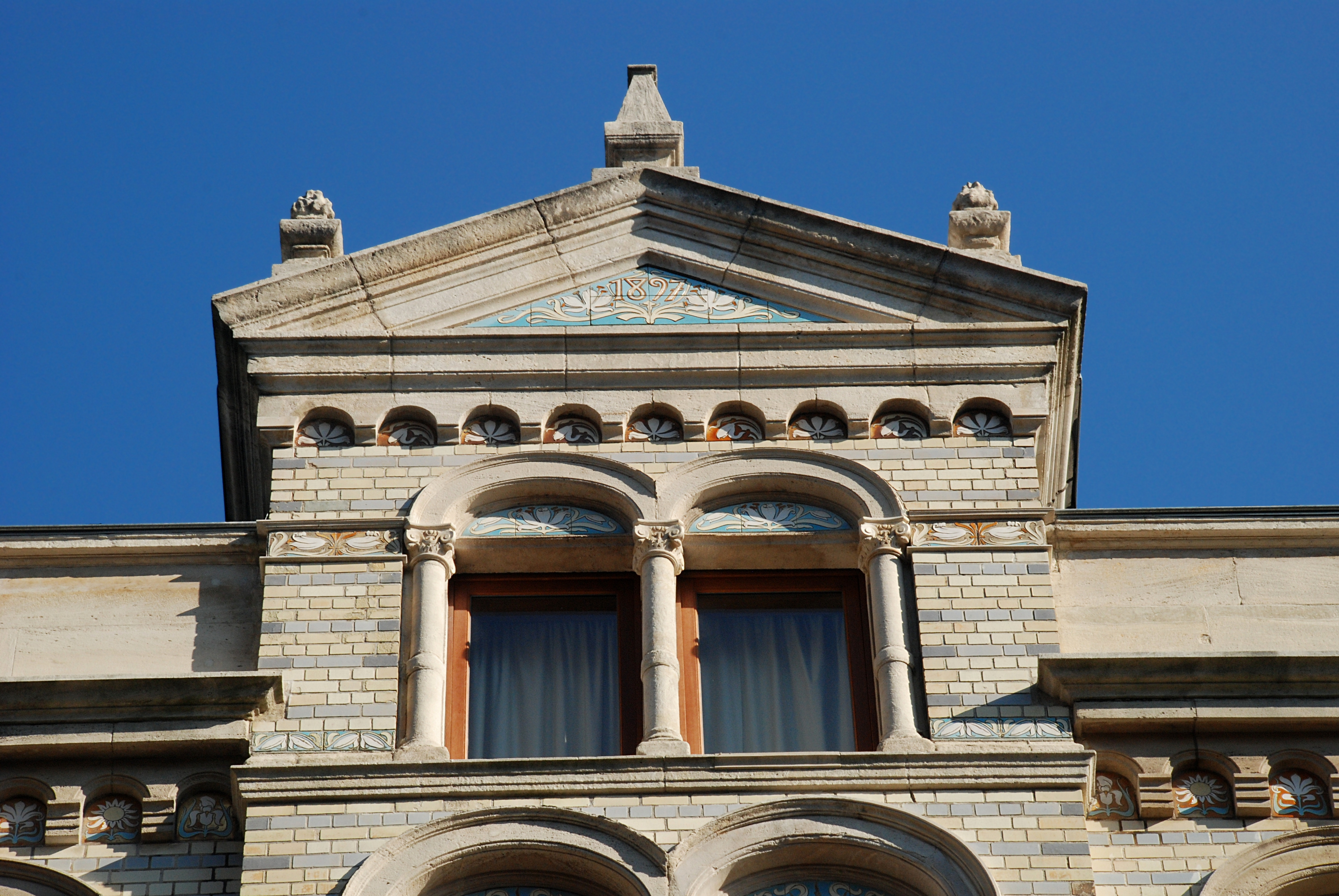
Fronton.
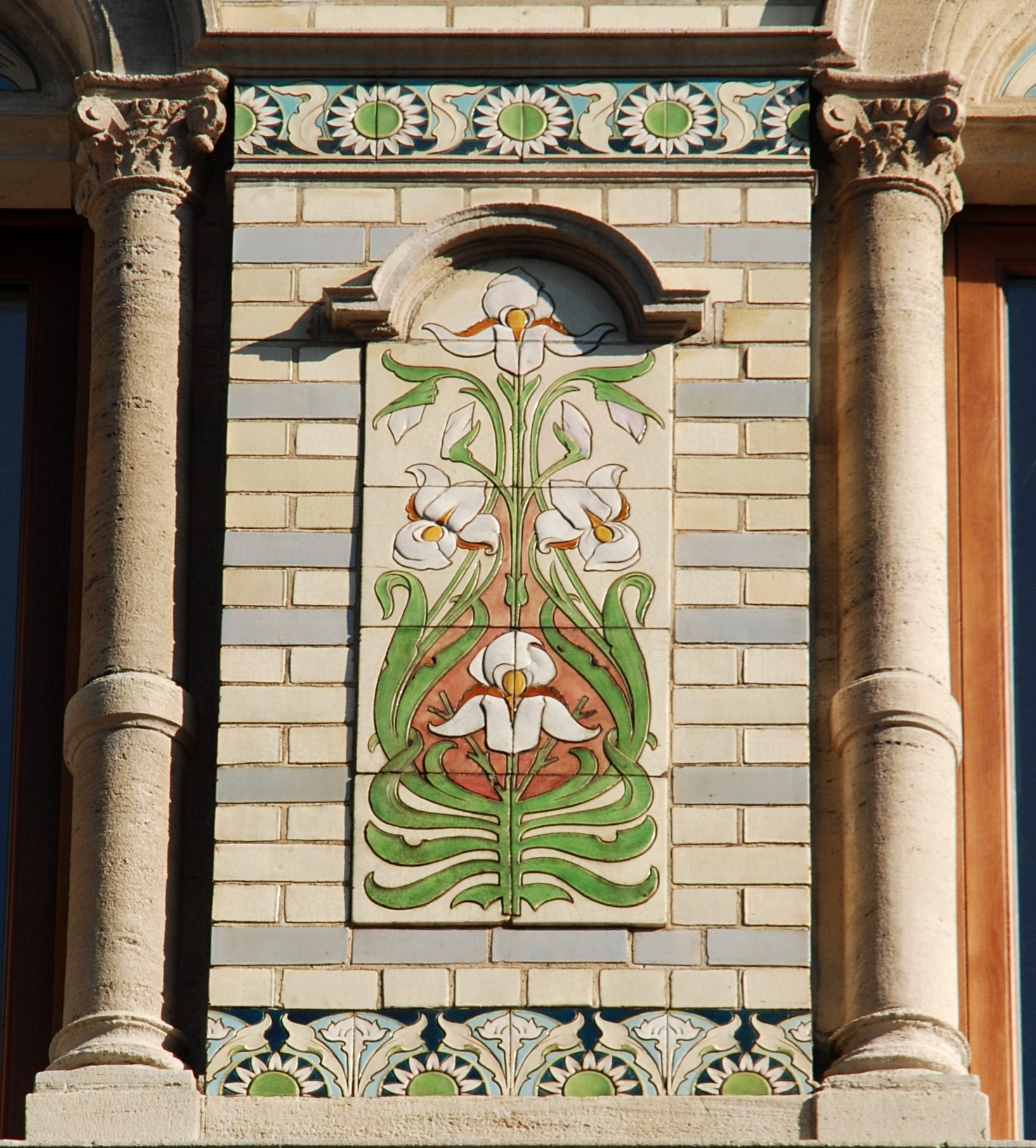
Céramiques florales du 3e étage.

## Décoration
Les étages supérieurs présentent chacun une série de fenêtres encadrées de colonnettes aux chapiteaux sculptés et séparées par des panneaux en céramique réalisés par la faïencerie Boch de la Louvière d’après des dessins de Henri Privat-Livemont,,. 
Le deuxième étage est le plus remarquable : les panneaux en céramique y représentent l'allégorie du Commerce, l'allégorie de l'Industrie et une série de jeunes femmes évoluant dans un décor floral de style Art nouveau, constitué principalement de cerisiers en fleurs, où l'influence du japonisme est très sensible,,. Les représentations allégoriques du Commerce et de l'Industrie, coiffées chacune d'un casque ailé, se présentent de face contrairements aux jeunes femmes qui s'adonnent à la soierie, à la dentelle, à la rubanerie, à la broderie, etc… 

Les panneaux de céramique du troisième étage, bien que plus modestes, sont néanmoins remarquables : ils représentent des fleurs stylisées du plus bel effet.
Les tympans des baies cintrées de ces deux étages sont ornés de carreaux céramiques de tendance Art Nouveau représentant des figures féminines et des soleils qui, selon Benoît Schoonbroodt, « s'ils ont bien été conçus par un artiste familiarisé avec l'Art nouveau et le symbolisme, n'ont pas la qualité d'un artiste tel que Livemont ».
La frise en céramique située sous ces deux étages  mentionne les différents articles de linge de maison que vendait la  Grande Maison de Blanc : bonneterie, dentelle, corsets, layettes, trousseaux, linge, chemiserie, toile, linge de table, coton, tapis et rideaux.
Le premier étage enfin, très abîmé, présente encore quelques frises verticales constituées de motifs floraux sur fond bleu clair, perdues entre d'immenses panneaux modernes.
Quant au rez-de-chaussée, il ne reste rien de son état initial.

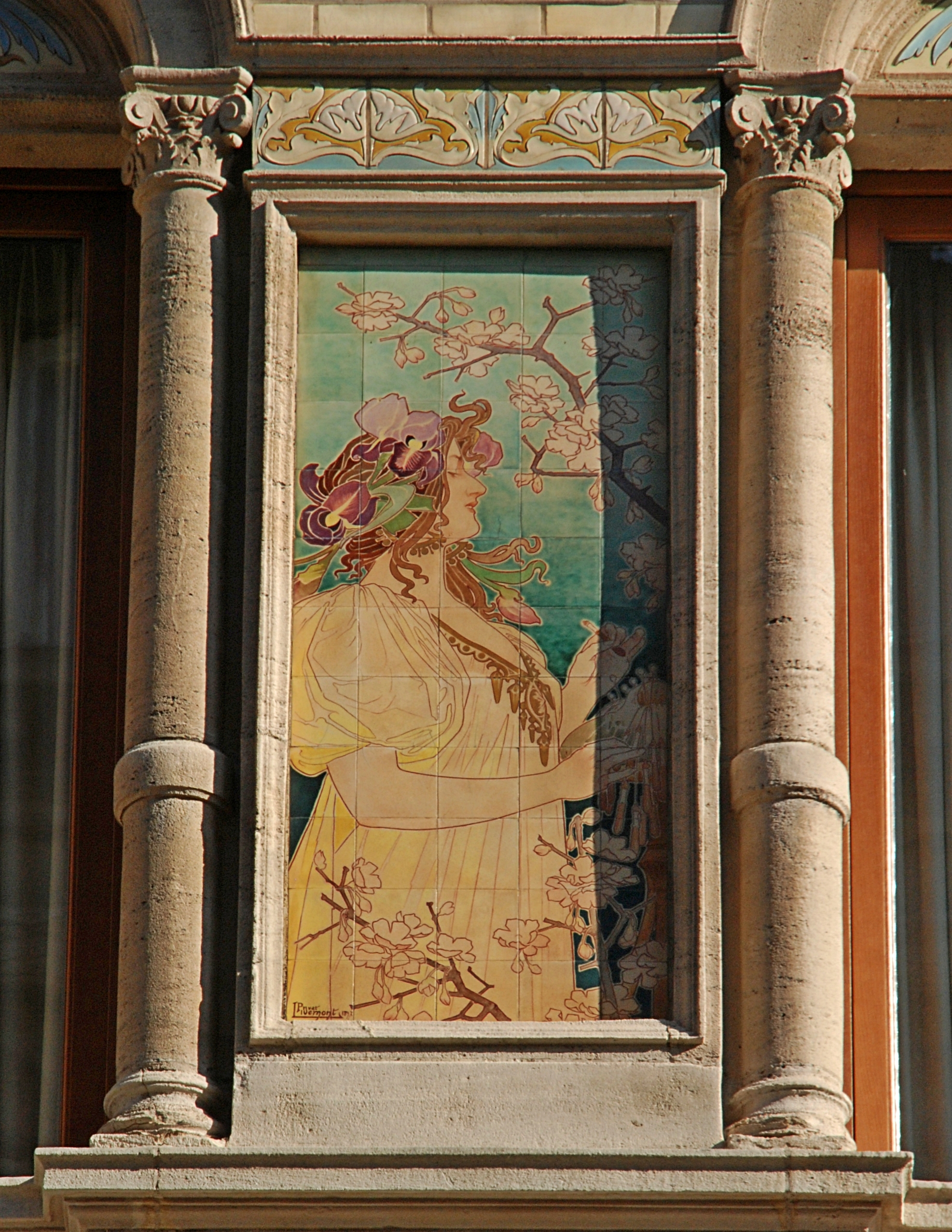
La dentelle.
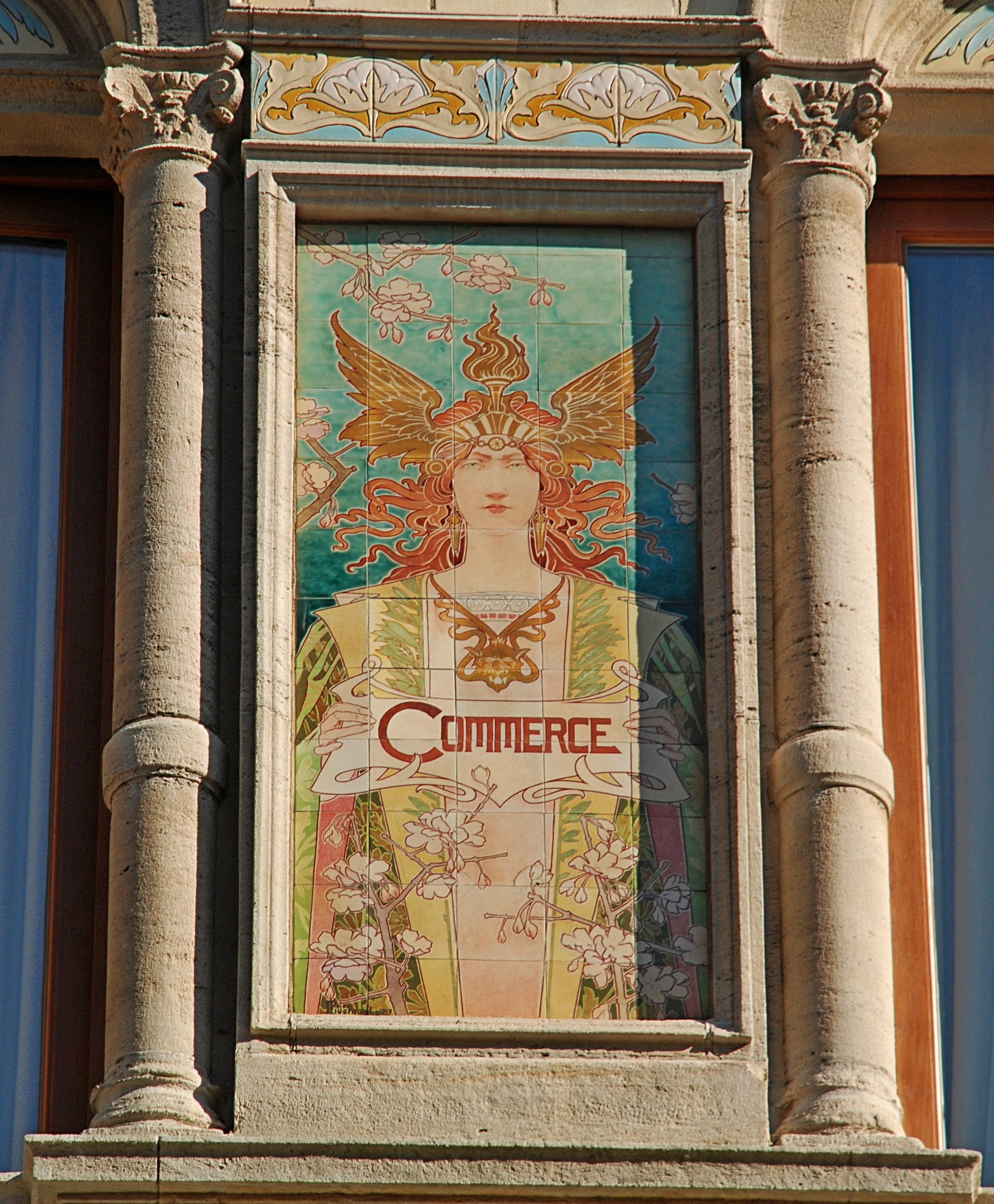
Allégorie du Commerce.
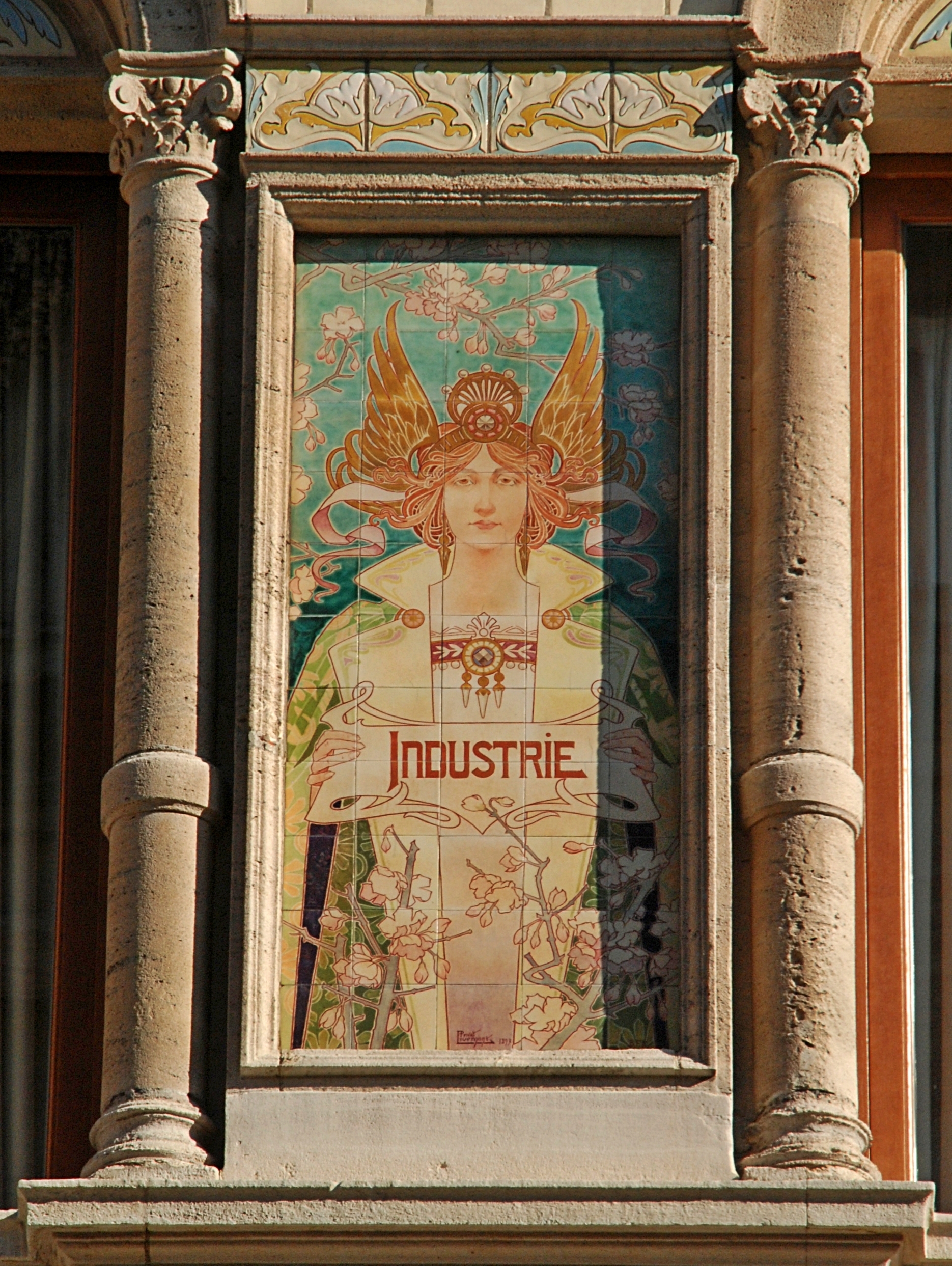
Allégorie de l'Industrie.
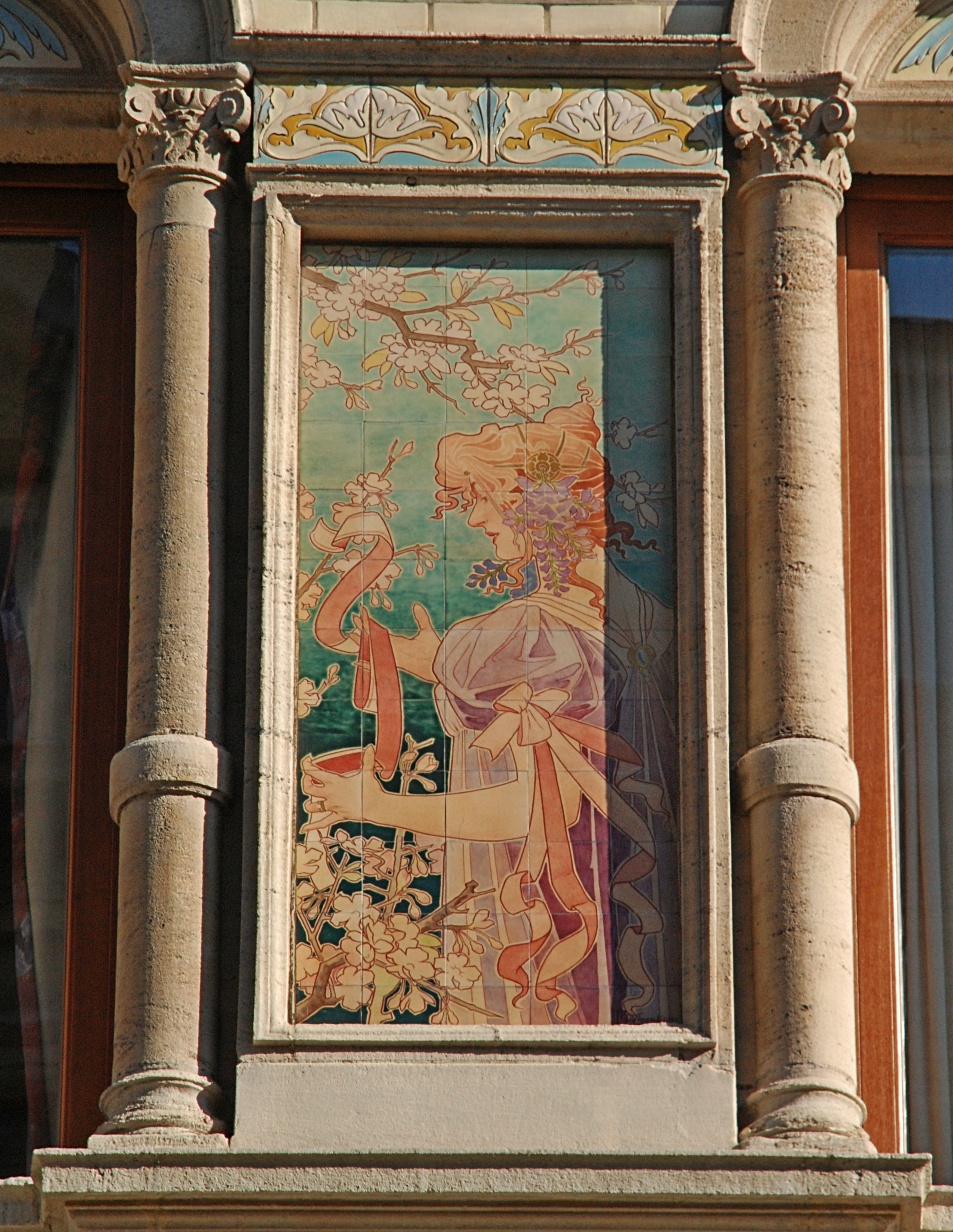
La rubanerie.